# Arrondissement d'Eeklo (Escaut)
Pour les articles homonymes, voir Arrondissement d'Eeklo.
L'arrondissement d'Eeklo est une ancienne subdivision administrative française du département de l'Escaut créé en 1803 lors du découpage de l’arrondissement de Gand (Eeklo était alors orthographié Eecloo), et sera supprimé le 11 avril 1814, après la chute de l'Empire.

## Composition
Il comprenait à l'origine les cantons d'Assenede, Axel, Eeklo, L'Écluse, Flessingue, Hulst, Kaprijke, Oostburg et IJzendijke.